# Porsche-Diesel P 111 L
Der Porsche-Diesel P 111 L ist ein Traktor der Porsche-Diesel Motorenbau GmbH, die ihren Sitz in Friedrichshafen am Bodensee hatte und die Traktorenfertigung der Allgaier Werke von 1956 von 1957 übernahm.
Der P 111 L verfügte über eine besonders moderne Ausstattung, die neben einem gefederten Sitz und einer kompletten Lichtanlage von Bosch auch über eine mechanische Innenbacken-Bremse sowie einen Kotflügelsitz umfasste. Ein luftgekühlter 1-Zylinder-Dieselmotor mit Viertakt-Wirbelkammer-Technik, mit dem der Traktor bis zu 16,5 km/h erreichte, sorgte für den Antrieb des 950 kg schweren und 2,75 m langen Schleppers. Der Motor des P 111 L verfügte über einen Hubraum von 822 cm³ und war darüber hinaus mit einem Zahnrad-Wechselgetriebe von Getrag ausgestattet, das insgesamt acht Gänge (vier vorwärts und vier rückwärts) besaß. Für eine leichte Schaltbarkeit sorgte eine Einscheibentrockenkupplung der Firma Fichtel & Sachs. Insbesondere das moderne Einspritzsystem der Firma Bosch und die doppelt gelagerte Kurbelwelle machten den Schlepper zu einer modernen Landmaschine. Zum Schutz vor Überhitzung waren in den Porsche-Schlepper zudem eine Gebläsekühlung sowie ein Fernthermometer verbaut. Wie viele Porsche-Traktoren aus der damaligen Zeit verfügte auch der P 111 L über eine vordere Teleskop-Pendel-Achse mit verstellbarer Spurweite und eine starre hintere Portalachse.
Die besonders robuste Technik, der starke Motor und die moderne Ausstattung machten den P 111 L zu einem beliebten Schlepper in der Forst- und Landwirtschaft. Im Jahr 1957 wurde der Porsche-Diesel P 111 L schließlich durch den Porsche-Diesel Junior 4 abgelöst.